# Rochebaucourt
Rochebaucourt är en by i Québec i Kanada, till 2022 en egen kommun. Den ligger i regionen Abitibi-Témiscamingue, i den sydöstra delen av landet, 400 km norr om huvudstaden Ottawa.